# Famille Merveilleux du Vignaux
La famille Merveilleux est une famille subsistante d'ancienne bourgeoisie française, originaire de Saintonge. Elle a formé trois branches dont seule subsiste celle du Vignaux. 
Elle compte parmi ses membres des hauts fonctionnaires, des officiers supérieurs de l'Armée de terre, et plusieurs officiers généraux de la Marine nationale.

## Histoire
Charles Merveilleux du Vignaux rapporte qu'une tradition au sein de sa famille leur donne une origine de gentilshommes et de militaires suisses venant de Neuchâtel et se mettant dès le début du XVIe siècle au service des rois de France. Il ajoute qu'un  de ces personnages, Jean Merveilleux, fit souche en Saintonge. Mais il écrit encore que les recherches faites par son oncle Paul dans les registres de baptêmes ont permis de remonter au début du XVIe siècle où les Merveilleux n'étaient que « parsonniers-laboureurs à bœufs » en Saintonge et non gentilshommes ou militaires.
Dès la fin du XVIIe siècle certains occupèrent diverses fonctions juridiques et fiscales dans le nord de la Saintonge, s'agrégeant ainsi à la bourgeoisie rurale d'Ancien Régime : avocats, procureurs fiscaux ; un autre était sénéchal de Fontaine-Chalendray.
Les deux premières branches sont aujourd'hui éteintes et seule subsiste la branche Merveilleux du Vignaux. Celle-ci essaima au XIXe siècle vers les Deux-Sèvres, la Vienne et la Vendée. Depuis le XIXe siècle, elle compte plusieurs de ses membres décorés de la Légion d'honneur à titre militaire ou civil. Elle a été admise à l'Association des anciens honneurs héréditaires.

## Généalogie simplifiée
- Le premier auteur connu de cette famille, Mathurin Merveilleux, marié en 1629 avec Marie Cabault, fut père de :
  - Jehan Merveilleux, né le 18 mai 1631 à Gourvillette (Charente-Maritime), marchand, marié avec Marie Dupont, dont :
    - Hélie Pierre Merveilleux (1655-1719), sieur des Paillets, procureur fiscal de Gourvillette et de Matha, né le 23 mai 1655 à Gourvillette, marié en 1684 avec Marguerite Geoffroy[4], dont :
      - Jean-Baptiste Merveilleux (vers 1692 - 1752), sieur de Ménart, auteur de la branche ainée
      - Pierre Merveilleux (1695-1761), auteur de la branche de Mortafond[6], d'où :
        - Louis Merveilleux de Mortafond (1723 - vers 1775), dont :
          - Jacques Merveilleux de Mortafond (1748-1829), avocat au présidial de Saint-Jean-d'Angély, député (1791-1792), maire de Néré (1796-1826), conseiller général de la Charente-Maritime

        - Pierre Merveilleux (1728-1767), avocat à Angers, docteur régent en la faculté de droit de l'université d'Angers[4]

      - François Merveilleux (1696-1750), auteur de la branche du Vignaux[6].

### Branche du Vignaux
- Pierre Henri Merveilleux du Vignaux (1768-1855), docteur en médecine à Saintes et conseiller municipal
  - Pierre Étienne Merveilleux du Vignaux (1796-1882), avocat à la cour royale de Poitiers
    - Pierre Émile Merveilleux du Vignaux (1825-1901), premier président de la cour d'appel de Poitiers, secrétaire général du ministère de la Justice (1873), conseiller d'État, chevalier de la Légion d'honneur, membre du comité du vœu national
      - Jean Merveilleux du Vignaux (1865-1930), commandant de l’École navale en 1914, vice-amiral en 1920, grand-croix de la Légion d'honneur
        - Jean Merveilleux du Vignaux (1897-1964), contre-amiral, grand officier de la Légion d'honneur, épouse Ghislaine Tissot de La Barre de Mérona (1901-1937)
          - Bertrand Merveilleux du Vignaux (1927- 2013)
            - Antoine Merveilleux du Vignaux (1955), plasticien et médiateur culturel[7],[8]
            - Cécile Merveilleux du Vignaux (1957), musicienne
            - Emmanuelle Merveilleux du Vignaux (1960), chef d'entreprise[9],[10]

        - Paul Merveilleux du Vignaux (1906-1961), capitaine de frégate
          - Philippe Merveilleux du Vignaux (1934-2016), croix de la Valeur militaire
            - Frédéric Merveilleux du Vignaux (1962-2018), colonel d'infanterie parachutiste, puis consultant, chevalier de la Légion d'honneur
              - Perrine Merveilleux du Vignaux (1988), Ingénieur
              - Claire Merveilleux du Vignaux (1989), Pneumologue
              - Aymeric Merveilleux du Vignaux (1993), Ingénieur son
              - Maÿlis Merveilleux du Vignaux (1997), Spécialiste UX

            - Hubert Merveilleux du Vignaux (1967), avocat à la cour
              - Charles Merveilleux du Vignaux (1997)

          - Bernard Merveilleux du Vignaux (1950-2022), vice-amiral
            - Sophie Merveilleux du Vignaux (1979), essayiste

    - François-Charles Merveilleux du Vignaux (1828-1914), avocat général à Angers, député de la Vienne (1871-1876), chevalier de la Légion d'honneur, commandeur de Saint-Grégoire le Grand
      - Étienne Merveilleux du Vignaux (1867-1948), lieutenant-colonel, officier de la Légion d'honneur
        - François Georges Marie Merveilleux du Vignaux (1902-1982), épouse Anne de La Laurencie (1903-1987). Directeur général des eaux et forêts de 1949 à 1964[11].
          - Michel Merveilleux du Vignaux (25 avril 1932 à Alençon, Orne - 2022 à Paris), amiral et inspecteur général de la marine (1989)[12], président de la Société nationale de sauvetage en mer, membre honoraire de l'Académie de marine, commandeur de la Légion d'honneur
            - Jean Merveilleux du Vignaux (1971), directeur financier de la société TechnicAtome

          - Régis Merveilleux du Vignaux (1933-2016), vice-amiral d'escadre[13]
            - Christophe Merveilleux du Vignaux
            - Guillaume Merveilleux du Vignaux (1968), contre-amiral[14]
            - Laurence Merveilleux du Vignaux
            - Étienne Merveilleux du Vignaux
            - Antoine Merveilleux du Vignaux
            - Paul Merveilleux du Vignaux (1977), capitaine de vaisseau[15]

        - Charles Merveilleux du Vignaux (1908-2006), capitaine, président de chambre à la Cour des comptes, secrétaire général de la présidence de la République française (1954-1959), président de l'Autorité de régulation professionnelle de la publicité (1979-1983), chevalier de la Légion d'honneur, grand officier du Mérite, croix de guerre 1939-1945, commandeur de l'ordre de Saint-Grégoire-le-Grand
          - Olivier Merveilleux du Vignaux (1956), épouse Natalie David-Weill (1961), fille de Michel David-Weill.

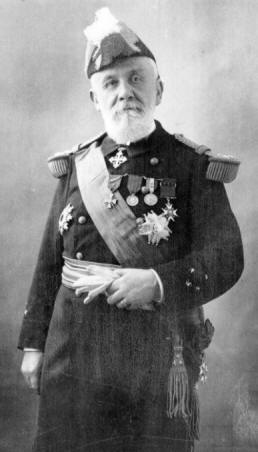
Jean Merveilleux du Vignaux (1865-1930)
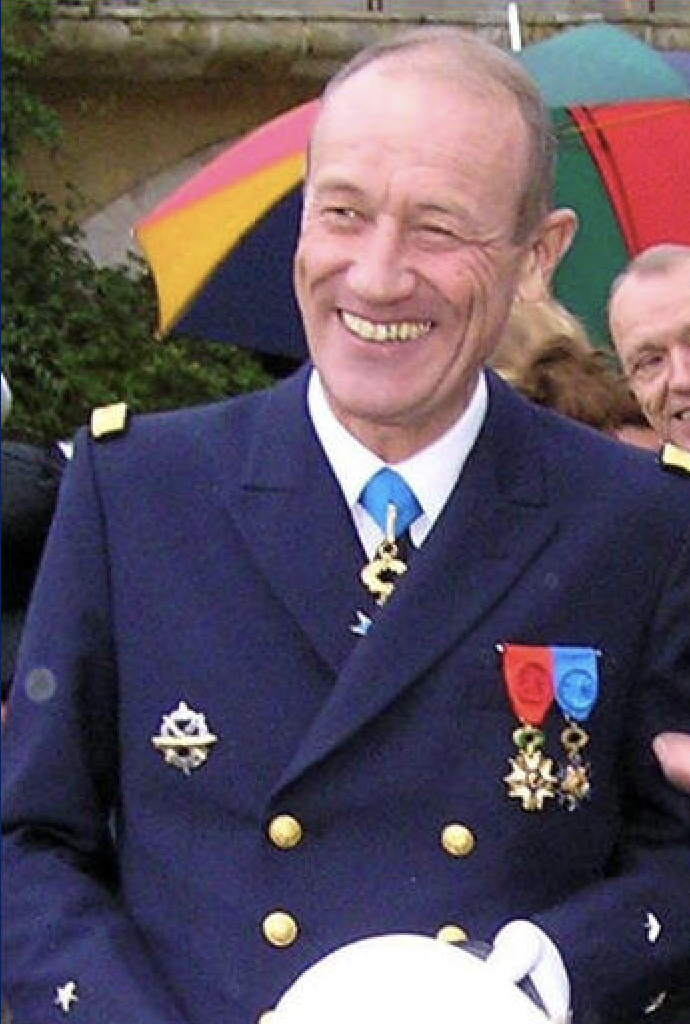
Bernard Merveilleux du Vignaux (1950-2022)

## Alliances
Les principales alliances de la famille Merveilleux du Vignaux sont : Cabault, Dupont, Geoffroy (1684), Lajoumard de Bellabre, Panon Desbassayns de Richemont, Perry de Nieuil, Moreau de Saint Martin, Fargeaud d'Epied, Ranfray de La Bajonnière, de Beauvoys, de La Laurencie (XXe siècle), Carra de Vaux, de Blanquet du Chayla (XXe siècle), Doé de Maindreville, de Mont de Benque, de Laubier, de Rorthays, de Foucault, de Buretel de Chassey, de Carbonnel de Canisy, Tissot de La Barre de Mérona (XXe siècle), David-Weill (1961), Delfau de Pontalba.

## Postérité
- Collège privé Amiral Merveilleux du Vignaux, Château-d'Olonne (Vendée)